# Arhopala antharita
Arhopala antharita är en fjärilsart som beskrevs av Smith 1894. Arhopala antharita ingår i släktet Arhopala och familjen juvelvingar. Inga underarter finns listade i Catalogue of Life.